# コッソーニョ
コッソーニョ（伊: Cossogno）は、イタリア共和国ピエモンテ州ヴェルバーノ・クジオ・オッソラ県にある、人口約700人の基礎自治体（コムーネ）。

## 地理

### 位置・広がり
| 隣接するコムーネは以下の通り。 - マレスコ - ミアッツィーナ - プレモゼッロ＝キオヴェンダ - サン・ベルナルディーノ・ヴェルバーノ - トロンターノ - ヴェルバーニア - ヴァッレ・カンノビーナ (クルソロ＝オラッソ) |